# Torre Cerredo
Torre Cerredo, también nombrada Torrecerredo o Torre de Cerredo (en asturleonés, la Torre Cerréu), con sus 2650 m s. n. m., es la montaña de mayor altitud de Asturias y de Castilla y León, así como de la cordillera Cantábrica.

## Situación

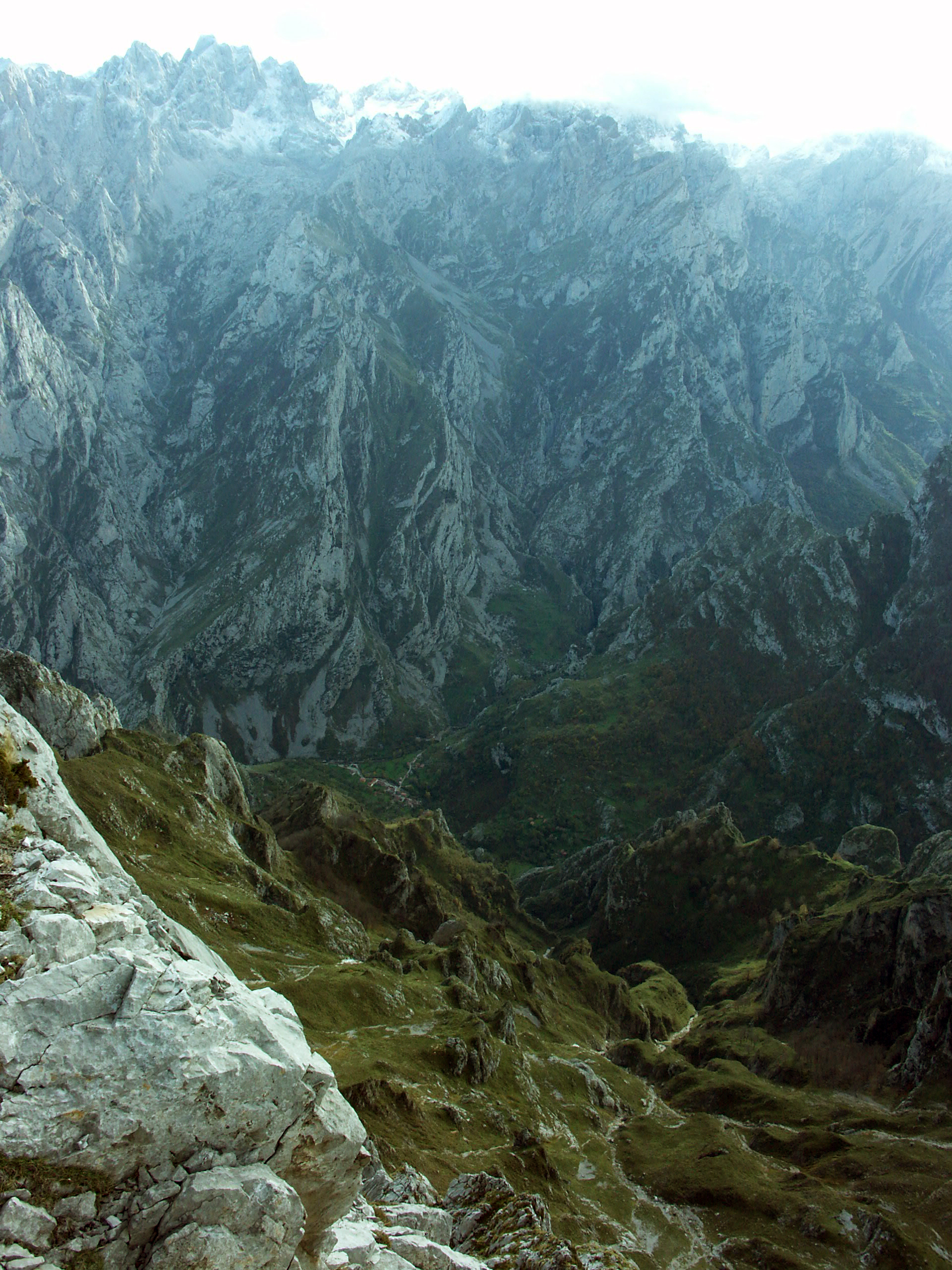
Desnivel desde la cumbre de Torre Cerredo hasta el pueblo de Caín (2200 m), visto desde el Cuvicente.

Está enclavada en el Macizo Central de los Picos de Europa o macizo de los Urrieles, en la divisoria de las provincias de Asturias y León.
Su cima, con un desnivel de más de 2200 metros sobre el río Cares, posee unas magníficas vistas del macizo Occidental y de las canales que vierten sobre la garganta del Cares.

## Ascensión
Posee una dificultad "Poco Difícil Inferior" y fue ascendida por primera vez por Aymar d'Arlot de Saint Saud, Paul Labrouche, Luis Suárez, de Espinama, y François Salles, de Gavarnie, el 30 de julio de 1892.
La vía más fácil de ascensión arranca desde el Jou de Cerredo y está catalogada como Poco Difícil Inferior. El último tramo, de unos 200 metros, es una trepada sencilla no siendo necesario el uso de material de escalada. Las dos rutas de aproximación más usadas son desde los cercanos refugios del Jou de los Cabrones y de la Vega del Urriellu.